# Шиханов, Сергей Владимирович
Сергей Владимирович Шиханов (род. 8 апреля 1978, Тольятти, Куйбышевская область) — российский хоккеист и тренер; Мастер спорта.

## Биография
Сын хоккеиста и тренера Владимира Шиханова. Младший брат Роман также играл в хоккей.
Задрафтован клубом NHL Chicago Blackhawks в 1997 г.
Серебряный призер молодежного чемпионата мира 1998 г. Капитан сборной России.
Обладатель суперкубка Европы в 2000 г. в составе ХК «Металлург» (Магнитогорск)
Чемпион Казахстана 2009—2010 г. Бронзовый призёр Казахстана 2010—2011 г. Капитан «Лады» в сезоне 2012/2013.
С 2016 г. перешёл на тренерскую должность.
Чемпион ЮФО и СКФО среди юношей 2003 и 2004 г.р. ХК «Северские Волки» Краснодарский край. сезон 2017—2018 г.